# TAKE OFF (光GENJIの曲)
「TAKE OFF」（テイク・オフ）は、光GENJIの16枚目のシングル。1992年2月20日（木曜日）にポニーキャニオンから発売された。
デビュー曲「STAR LIGHT」から本楽曲まで武藤義がジャケット撮影を務めている。

## 記録
売上枚数は、公称で11,3万枚。

## 収録曲
1. TAKE OFF
  - 作詞：澤地隆　作曲：後藤次利　編曲：後藤次利・新川博　コーラス編曲：曳田修
    - 1994年3月2日発売の2枚組アルバム『HEART'N HEARTS』のDisc-2（シングル8曲+未発表3曲）の1曲目を飾っている。
2. 君にCheer Up!
  - 作詞：三浦徳子　作曲：佐藤健　編曲：中村哲
3. TAKE OFF（MINUS LEAD VOCAL KARAOKE）
4. 君にCheer Up!（MINUS LEAD VOCAL KARAOKE）